# وثيقة سافاج: رجل البرونز
وثيقة سافاج: رجل البرونز (بالإنجليزية: Doc Savage: The Man of Bronze)‏ هو فيلم حركة تم إنتاجه في الولايات المتحدة وصدر في سنة 1975.

## وصلات خارجية
- وثيقة سافاج: رجل البرونز على موقع IMDb (الإنجليزية)
- وثيقة سافاج: رجل البرونز على موقع روتن توميتوز (الإنجليزية)
- وثيقة سافاج: رجل البرونز على موقع ألو سيني (الفرنسية)
- وثيقة سافاج: رجل البرونز على موقع Turner Classic Movies (الإنجليزية)
- وثيقة سافاج: رجل البرونز على موقع أول موفي (الإنجليزية)
- وثيقة سافاج: رجل البرونز على موقع فيلمافينيتي (الإسبانية)
- وثيقة سافاج: رجل البرونز على موقع قاعدة بيانات الفيلم (الإنجليزية)
- وثيقة سافاج: رجل البرونز على موقع ليتربوكسد (الإنجليزية)
- وثيقة سافاج: رجل البرونز على موقع كينوبويسك (الروسية)

1. ↑  وصلة مرجع: http://www.imdb.com/title/tt0072886/. الوصول: 2 يوليو 2016.
2. 1 2 3 4 5 6  وصلة مرجع: http://www.filmaffinity.com/en/film597852.html. الوصول: 2 يوليو 2016.